# Ida (Essen)

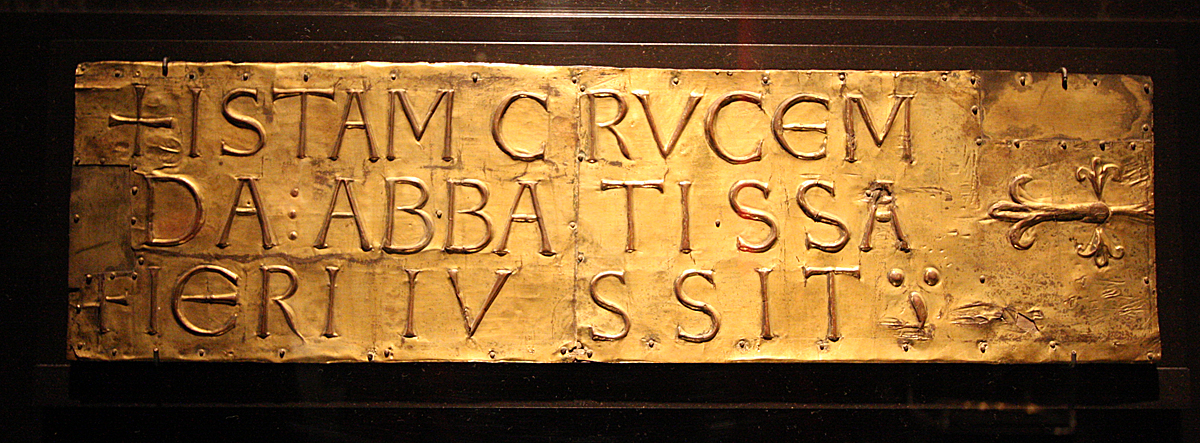
Inschriftenplatte des Idakreuzes

Ida (* unbekannt; † am 16. Juli eines unbekannten Jahres, möglicherweise 971) war Äbtissin des Stifts Essen im 10. Jahrhundert. Sie stammte wahrscheinlich aus dem Herrschergeschlecht der Liudolfinger. Ihre genauen Regierungsdaten sind unbekannt. Ida ist die erste Essener Äbtissin, der ein Objekt des Essener Domschatzes zugeordnet werden kann, und Namensgeberin für die Idasäule im Essener Münster.

### Das Ida-Kreuz

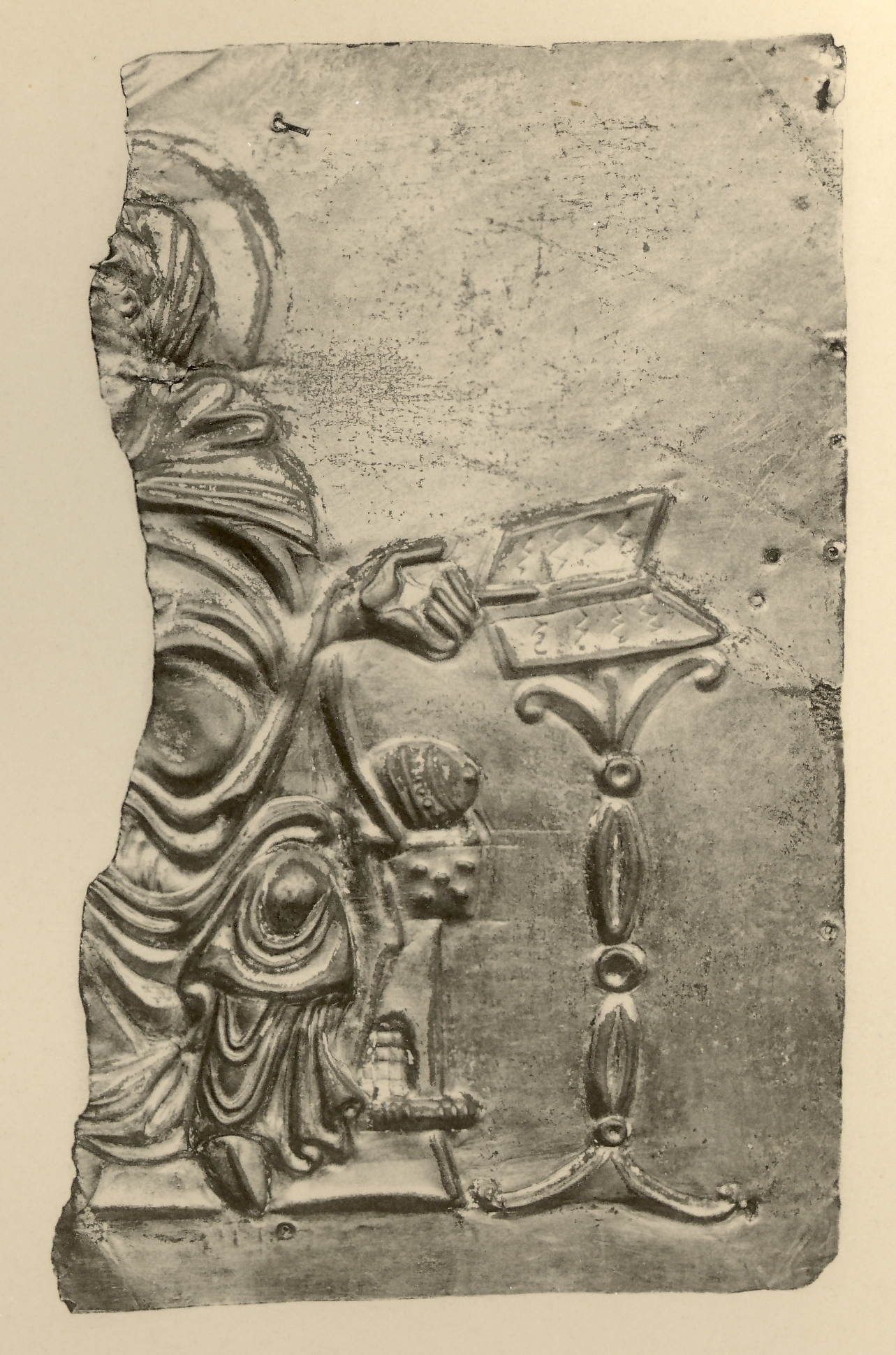
Das Verkündigungs-Fragment, Aufnahme aus dem Tafelwerk von Georg Humann (1904)

#### Das verschollene Magier-Fragment

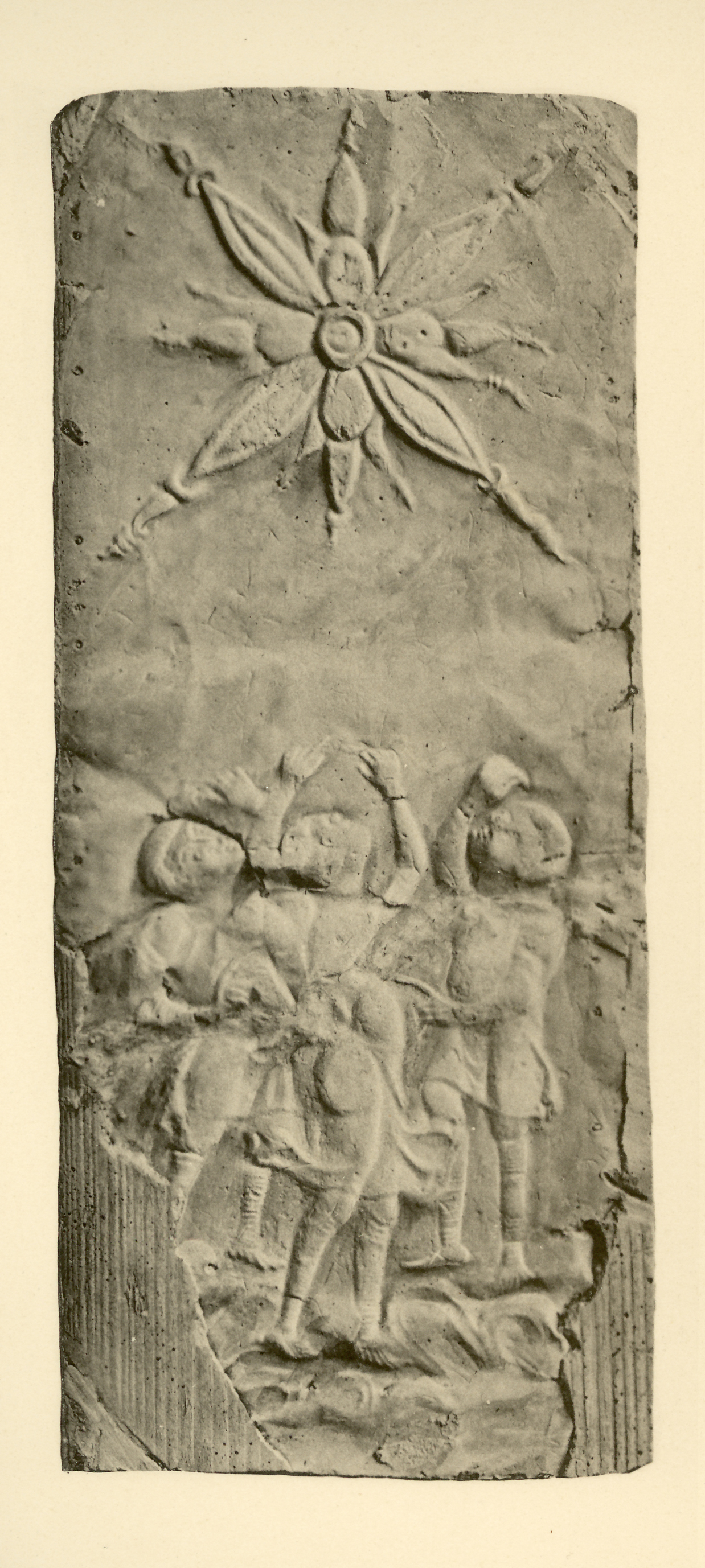
Abguss einer frühmittelalterlichen Treibarbeit, Abbildung aus Georg Humanns Tafelwerk (1904)

#### Rekonstruktionsversuch

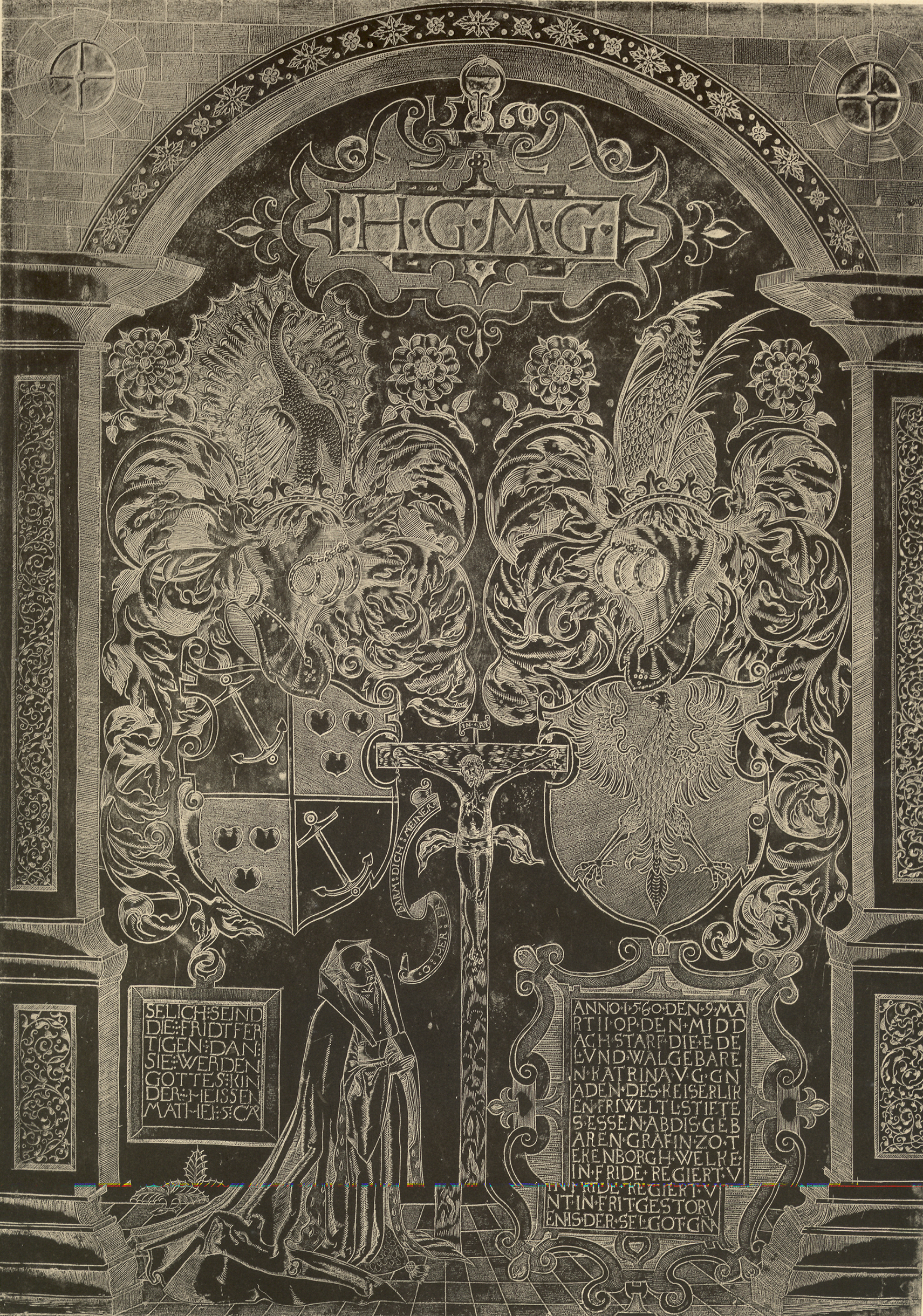
Das Epitaph der Äbtissin Katharina von Tecklenburg zeigte möglicherweise das Ida-Kreuz